# Angiotenzin

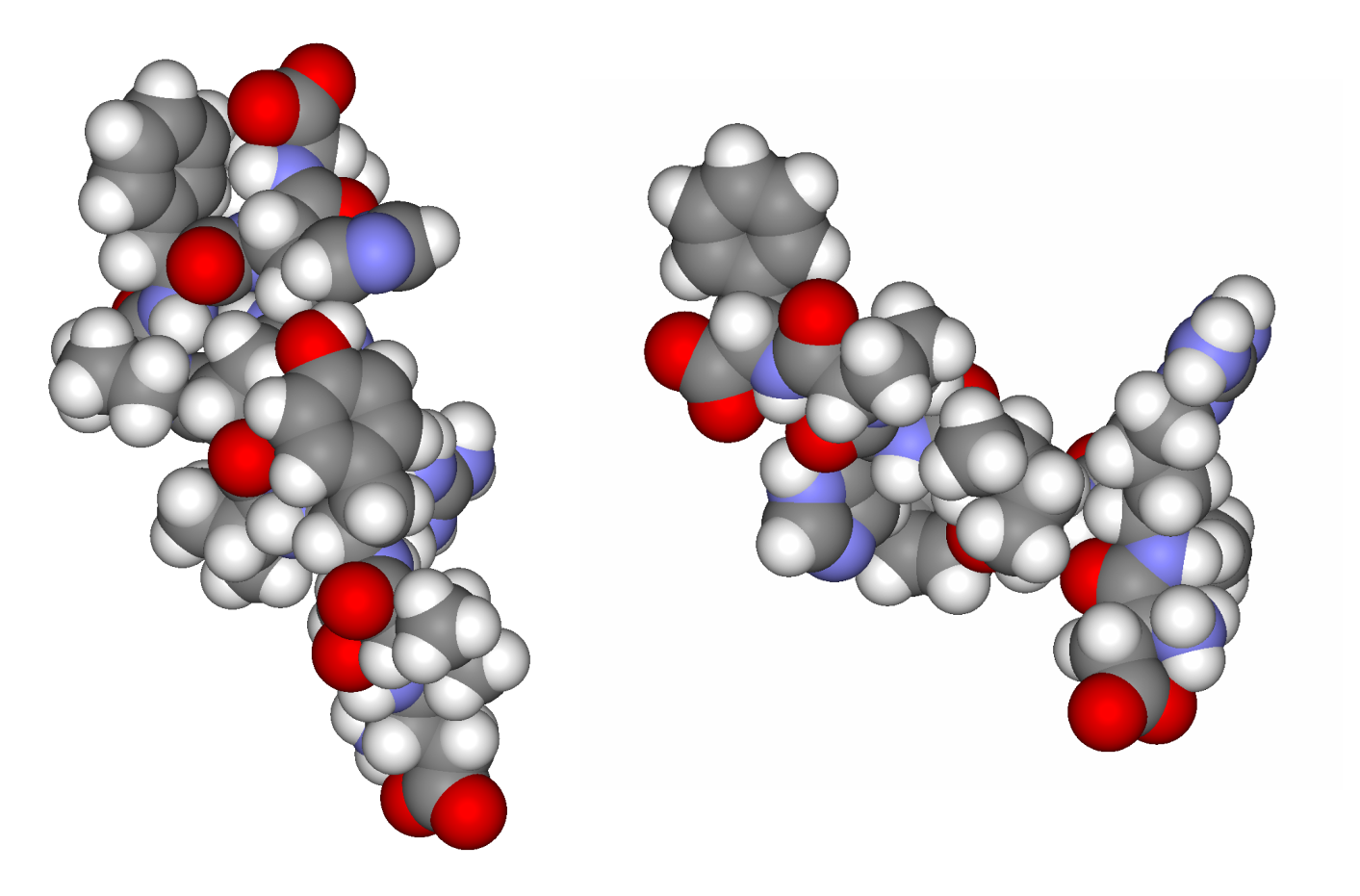
Az angiotenzin I és II szerkezete

Az angiotenzin egy peptidhormon, amelynek elsődleges feladata az erek összehúzása és a vérnyomás növelése. A renin-angiotenzin rendszer részeként a vérnyomáscsökkentő gyógyszerek egyik célpontja. Az angiotenzin fokozza a mellékvesekéregben az aldoszteron elválasztását, amely a vese nátriumanyagcseréjének befolyásolásával szintén növeli a vérnyomást. 
A bioaktív hormon két lépésben jön létre a májban képződő angiotenzinogénből. Először a renin enzim elhasítja és inaktív angiotenzin I keletkezik, majd a tüdőben található angiotenzin-konvertáló enzim (ACE) újabb két aminosav leválasztásával erős hatású angiotenzin II-t hoz létre. 
Az angiotenzint amerikai és argentin kutatók fedezték fel egymástól függetlenül az 1930-as években.

## Termelődése

### Angiotenzinogén
Az angiotenzin az angiotenzinogénből keletkezik, ami a máj által termelt 453 aminosav (az ember esetében, más fajokban ez eltérhet) hosszú polipeptid. Az angiotenzinogén a szerpinek fehérjecsaládjába tartozó alfa-2-globulin. A család egyéb tagjaitól eltérően nincs enzimgátló hatása. Termelődésére a vérplazma kortikoszteroid, ösztrogén, tiroidhormon és angiotenzin II-szintje van pozitív hatással. 
Aktivitásához az első 12 aminosavra van szükség:
Asp-Arg-Val-Tyr-Ile-His-Pro-Phe-His-Leu-Val-Ile-...

### Angiotenzin I

A renin–angiotenzin–aldoszteron rendszer

Az angiotenzinogénből a vese által a vérbe szekretált renin enzim készít angiotenzin I-et, azáltal, hogy a 10 leucin és a 11. valin aminosavak között elvágja a peptidláncot és létrejön a 10 aminosav hosszú angiotenzin I.    
Asp-Arg-Val-Tyr-Ile-His-Pro-Phe-His-Leu | Val-Ile-...
A reninelválasztást a szimpatikus idegrendszer aktivitása vagy az alacsony vérnyomás (90 mmHg szisztolés nyomás alatt)) vagy a vese disztális tubulusainak nátriumiontartalmának csökkenése váltja ki.
Az angiotenzin I-nek a jelek szerint nincs semmilyen biológiai hatása és a tüdőben átalakul angiotenzin II-vé.

### Angiotenzin II
Az elsősorban a tüdő sejtjeinek külső membránjában található angiotenzin-konvertáló enzim (ACE) az angiotenzin I C-terminus felőli két aminosav (hisztidin és leucin) leválasztásával angiotenzin II-t hoz létre. 
Asp-Arg-Val-Tyr-Ile-His-Pro-Phe | His-Leu
Az ACE a szervezet más sejtjeiben is megtalálható, de élettani szerepe még nem tisztázott. Az angiotenzin II endokrin, auto-/parakrin egy intrakrin módon egyaránt hat. 
A vérnyomáscsökkentő gyógyszerek egy része az ACE inaktiválása és ezen keresztül az angiotenzin II mennyiségének csökkentése útján fejti ki hatását. Az angiotenzin II beköt az érfalak simaizmainak felületén található receptorba és egy G-proteinen keresztül megnöveli a sejten belül a kalciumszintet, ami megindítja az összehúzódást. A vese proximális tubulusaiban az angiotenzin II elősegíti a nátriumion abszorpcióját és helyére protonok (H+ ionok) kiválasztását). Ez a folyamat a vértérfogat, a vérnyomás és pH növekedésével jár.
Az ACE 7-9 aminosav hosszúságú peptideket is termel, amik szintén képes az angiotenzinreceptorokhoz kötni, de pontos funkciójuk nem ismert. Az angiotenzin-receptorok gyógyszeres blokkolásával szintén csökkenthető a vérnyomás. 
Az angiotenzin II-t a vörösvértestekben és a szöveti hajszálerekben található angiotenzináz enzim bontja le. A hormon féléletideje a vérben kb. 30 másodperc, de a szövetekben elérheti a 15-30 percet is. 

### Angiotenzin III
Asp | Arg-Val-Tyr-Ile-His-Pro-Phe
Az angiotenzin III érösszehúzó hatása kb. 40%-a II-ének, de az aldoszterontermelést ugyanolyan mértékben serkenti. 

### Angiotenzin IV
Arg | Val-Tyr-Ile-His-Pro-Phe
A hat aminsavból álló angiotenzin IV a III-hoz hasonlóan kevésbé hatékony mint az angiotenzin II. 

## Hatásai
- az angiotenzin II, III és IV erős érösszehúzó hatással rendelkeznek, ami megnöveli a vérnyomást. A peptidhormon a sejtfelszíni angiotenzin II-receptor 1 fehérjéhez kötődik, ami aktivál egy G-proteint (Gq alfa alegységet), ami aktiválja a foszfolipáz C-t, ami miatt megnő a sejten belüli kalciumion-szint: ez megindítja az izonösszehúzódást.[5]

- az angiotenzin II fokozza a vérlemezkék aggregációját és stimulálja a plazminogén-aktivátor inhibitorait (PAI-1 és PAI-2); ezáltal elősegíti a véralvadást.[6][7]

- Az agyban a szubfornikális szerven keresztül fokozza a szomjérzetet és a só iránti vágyat, csökkenti a vérnyomást szabályozó baroreflex hatékonyságát. Elősegíti a vazopresszin elválasztását az agyalapi mirigy hátulsó lebenyében és a kortikotropinét az elülsőben.

- A mellékvesekéregben fokozza az aldoszteron elválasztását, ami a vesében elősegíti a nátrium visszaszívását és a kálium kiválasztását.

- A vese proximális tubulusaiban közvetlenül fokozza a nátriumionok reabszorpcióját.

- Elősegíti a zsírszövet gyarapodását a zsírok szintézisének fokozása és a lipolízis gátlása révén.[8]

## Fordítás
- Ez a szócikk részben vagy egészben  az   Angiotensin című angol Wikipédia-szócikk ezen változatának fordításán alapul.  Az eredeti cikk szerkesztőit annak laptörténete sorolja fel. Ez a jelzés csupán a megfogalmazás eredetét és a szerzői jogokat jelzi, nem szolgál a cikkben szereplő információk forrásmegjelöléseként.